# براندون هاميلتون
براندون هاميلتون (بالإنجليزية: Brandon Hamilton)‏ هو لاعب كرة القدم الكندية أمريكي، ولد في 5 مارس 1972 في باتون روج في الولايات المتحدة.